# Bruno Fičur
Bruno Fičur (* 19. Januar 1998 in Zagreb) ist ein kroatischer Eishockeyspieler, der seit 2019 erneut für den KHL Mladost Zagreb spielt. Derzeit tritt er mit dem Klub in der International Hockey League und der kroatischen Eishockeyliga an.

## Karriere
Bruno Fičur begann seine Karriere als Eishockeyspieler beim KHL Mladost Zagreb in seiner Geburtsstadt. 2013 wechselte er zum Stadtrivalen KHL Medveščak Zagreb, wobei er 2015 bis 2017 zudem auch bei Mladost spielte. Für Medveščak spielte er in der österreichischen Erste Bank Young Stars League, wurde er von Mladost in der kroatischen und der slowenischen Eishockeyliga eingesetzt. Ab 2017 spielte er für Medveščak in der International Hockey League, die 2018 gewonnen wurde, und in der Österreichischen Eishockey-Liga. 2019 spielte er für Mladost in der International Hockey League und für Medveščak in der kroatischen Liga. Seit 2020 spielt er ausschließlich für Mladost, mit dem er 2021 kroatischer Meister wurde.

### International
Für Kroatien nahm Fičur im Juniorenbereich an den U18-Weltmeisterschaften 2015 und 2016 sowie den U20-Weltmeisterschaften 2016, 2017 und 2018 jeweils in der Division II teil. Dabei erreichte er 2017 und 2018 jeweils die beste Bullybilanz des Turniers.
Im Herrenbereich stand er erstmals im Aufgebot seines Landes beim Turnier der Division I der Weltmeisterschaft 2018, als er mit seiner Mannschaft den Abstieg in die Division II hinnehmen musste. Dort spielte er dann bei den Weltmeisterschaften 2019 und 2022. Zudem vertrat er seine Farben bei den Olympiaqualifikationen für die Winterspiele in Peking 2022 und in Mailand 2026.

## Erfolge und Auszeichnungen
- 2018 Meister der International Hockey League mit KHL Medveščak Zagreb
- 2021 Kroatischer Meister mit dem KHL Mladost Zagreb